# Burdeos-París
La Burdeos-París fue una carrera ciclista francesa que se disputaba entre Burdeos y París.
Se creó en 1891. Se celebraron 86 ediciones, siendo la última la de 1988. Esta prueba fue única en su género, tanto por su longitud, de unos 600 km, como por su desarrollo. Durante la segunda parte del recorrido, el corredor se situaba tras una moto llamada Derny, con el objetivo de reducir la resistencia del aire, lo que le permitía alcanzar velocidades del orden de 50 a 60 km/h. 
Herman Van Springel ostenta el récord del mayor número de victorias, con un total de siete.

## Palmarés
| Año       | Ganador                                          | Segundo                                          | Tercero                                          |
| 1891      | Georges Pilkington Mills                         | Montague Holbein                                 | Selwyn Francis Edge                              |
| 1892      | Auguste Stéphane                                 | Célestin Vigneaux                                | Charles Hoden                                    |
| 1893      | Louis Cottereau                                  | Auguste Stéphane                                 | Jean-Marie Corre                                 |
| 1894      | Lucien Lesna                                     | Charles Lucas                                    | John Dunlop Lumsden                              |
| 1895      | Charles Meyer                                    | Jean-Marie Corre                                 | Henri Coullibeuf                                 |
| 1896      | Arthur Linton y Gaston Rivierre                  | Arthur Linton y Gaston Rivierre                  | Marius Thé                                       |
| 1897      | Gaston Rivierre                                  | Mathieu Cordang                                  | Charles Meyer                                    |
| 1898      | Gaston Rivierre                                  | Maurice Garin                                    | Thaddeus Robl                                    |
| 1899      | Constant Huret                                   | Josef Fischer                                    | Maurice Garin                                    |
| 1900      | Josef Fischer                                    | Maurice Garin                                    | Ambroise Garin                                   |
| 1901      | Lucien Lesna                                     | Hippolyte Aucouturier                            | Jean Fischer                                     |
| 1902      | Édouard Wattelier                                | Michel Frédérick                                 | Ambroise Garin                                   |
| 1902      | Maurice Garin                                    | Lucien Lesna                                     | Rodolfo Muller                                   |
| 1903      | Hippolyte Aucouturier                            | Léon Georget                                     | Gustave Pasquier                                 |
| 1904      | Fernand Augereau                                 | Jean Dargassies                                  | Georges Fleury                                   |
| 1905      | Hippolyte Aucouturier                            | René Pottier                                     | Henri Cornet                                     |
| 1906      | Marcel Cadolle                                   | Henri Cornet                                     | Louis Trousselier                                |
| 1907      | Cyrille Van Hauwaert                             | Augustin Ringeval                                | Gustave Garrigou                                 |
| 1908      | Louis Trousselier                                | Cyrille Van Hauwaert                             | Émile Georget                                    |
| 1909      | Cyrille Van Hauwaert                             | Louis Trousselier                                | Émile Georget                                    |
| 1910      | Émile Georget                                    | Louis Trousselier                                | Léon Georget                                     |
| 1911      | François Faber                                   | Gustave Garrigou                                 | Jules Masselis                                   |
| 1912      | Émile Georget                                    | Lucien Petit-Breton                              | Gustave Garrigou                                 |
| 1913      | Louis Mottiat                                    | Cyrille Van Hauwaert                             | René Vanderberghe                                |
| 1914      | Paul Deman                                       | Marcel Buysse                                    | Cyrille Van Hauwaert                             |
| 1915-18   | No se disputó debido a la Primera Guerra Mundial | No se disputó debido a la Primera Guerra Mundial | No se disputó debido a la Primera Guerra Mundial |
| 1919      | Henri Pélissier                                  | Louis Heusghem                                   | Albert Dejonghe                                  |
| 1920      | Eugène Christophe                                | Louis Heusghem                                   | Louis Mottiat                                    |
| 1921      | Eugène Christophe                                | Jean Alavoine                                    | Philippe Thys                                    |
| 1922      | Francis Pélissier                                | Louis Mottiat                                    | Émile Masson Sr.                                 |
| 1923      | Émile Masson Sr.                                 | Francis Pélissier                                | Louis Mottiat                                    |
| 1924      | Francis Pélissier                                | Émile Masson senior                              | Jean Alavoine                                    |
| 1925      | Henri Suter                                      | Gérard Debaets                                   | Hector Martin                                    |
| 1926      | Adelin Benoit                                    | Julien Delbecque                                 | Lucien Buysse                                    |
| 1927      | George Ronsse                                    | Adelin Benoit                                    | Gustave Van Slembrouck                           |
| 1928      | Hector Martin                                    | Maurice De Waele                                 | Ernest Neuhard                                   |
| 1929      | George Ronsse                                    | Hector Martin                                    | Joseph Demuysere                                 |
| 1930      | George Ronsse                                    | Francis Pélissier                                | Joseph Demuysere                                 |
| 1931      | Bernard Van Rysselberghe                         | Romain Gijssels                                  | Frans Bonduel                                    |
| 1932      | Romain Gijssels                                  | Frans Bonduel                                    | Alfons Schepers                                  |
| 1933      | Fernand Mithouard                                | Bernard Van Rysselberghe                         | Romain Gijssels                                  |
| 1934      | Jean Noret                                       | Raymond Louviot                                  | Julien Moineau                                   |
| 1935      | Edgard De Caluwé                                 | Julien Moineau                                   | Jules Merviel                                    |
| 1936      | Paul Chocque                                     | Jules Rossi                                      | Benoit Faure                                     |
| 1937      | Joseph Somers                                    | Louis Thiétard                                   | Benoit Faure                                     |
| 1938      | Marcel Laurent                                   | René Walschot                                    | Jules Rossi                                      |
| 1939      | Marcel Laurent                                   | René Walschot                                    | Jean Majerus                                     |
| 1940-45   | No se disputó debido a la Segunda Guerra Mundial | No se disputó debido a la Segunda Guerra Mundial | No se disputó debido a la Segunda Guerra Mundial |
| 1946      | Émile Masson                                     | Joseph Somers                                    | Joseph Soffietti                                 |
| 1947      | Joseph Somers                                    | Albert Dubuisson                                 | Roger Lévêque                                    |
| 1948      | Ange Le Strat                                    | Gérard Buyl                                      | René Walschot                                    |
| 1949      | Jacques Moujica                                  | Émile Masson                                     | Éloi Tassin                                      |
| 1950      | Wim van Est                                      | Maurice Diot                                     | Joseph Somers                                    |
| 1951      | Bernard Gauthier                                 | Wim van Est                                      | Maurice Diot                                     |
| 1952      | Wim van Est                                      | Maurice Diot                                     | Jean Gueguen                                     |
| 1953      | Ferdi Kübler                                     | Wim van Est                                      | Guido De Santi                                   |
| 1954      | Bernard Gauthier                                 | Wim van Est                                      | Fiorenzo Magni                                   |
| 1955      | No se disputó                                    | No se disputó                                    | No se disputó                                    |
| 1956      | Bernard Gauthier                                 | Stan Ockers                                      | Jean-Marie Cieleska                              |
| 1957      | Bernard Gauthier                                 | Jacques Dupont                                   | François Mahé                                    |
| 1958      | Jean-Marie Cieleska                              | Pino Cerami                                      | Jos Hoevenaers                                   |
| 1959      | Louison Bobet                                    | Roger Hassenforder                               | Guillaume Van Tongerloo                          |
| 1960      | Marcel Janssens                                  | François Mahé                                    | Piet Oellibrandt                                 |
| 1961      | Wim van Est                                      | Louison Bobet                                    | Camille Le Menn                                  |
| 1962      | Jo De Roo                                        | François Mahé                                    | Marcel Janssens                                  |
| 1963      | Tom Simpson                                      | Piet Rentmeester                                 | Bastiaan Maliepaard                              |
| 1964      | Michel Nedelec                                   | Jean Stablinski                                  | Theo Nijs                                        |
| 1965      | Jacques Anquetil                                 | Jean Stablinski                                  | Thomas Simpson                                   |
| 1966      | Jan Janssen                                      | Joseph Groussard                                 | Jean-Claude Lefebvre                             |
| 1967      | Georges Van Coningsloo                           | Herman Van Springel                              | Noël Foré                                        |
| 1968      | Émile Bodart                                     | Raymond Delisle                                  | Rolf Wolfshohl                                   |
| 1969      | Walter Godefroot                                 | Jan Janssen                                      | Michel Perin                                     |
| 1970      | Herman Van Springel                              | Lucien Aimar                                     | Roger Rosiers                                    |
| 1971-72   | No se disputó                                    | No se disputó                                    | No se disputó                                    |
| 1973      | Enzo Mattioda                                    | Cyrille Guimard                                  | Walter Godefroot                                 |
| 1974      | Herman Van Springel y Régis Delépine             | Herman Van Springel y Régis Delépine             | Leif Mortensen                                   |
| 1975      | Herman Van Springel                              | Régis Delépine                                   | Robert Mintkiewicz                               |
| 1976      | Walter Godefroot                                 | Herman Van Springel                              | André Chalmel                                    |
| 1977      | Herman Van Springel                              | Walter Godefroot                                 | André Chalmel                                    |
| 1978      | Herman Van Springel                              | Roger Rosiers                                    | Régis Delépine                                   |
| 1979      | Andre Chalmel                                    | Régis Delépine                                   | Herman Van Springel                              |
| 1980      | Herman Van Springel                              | Roland Berland                                   | Joaquim Agostinho                                |
| 1981      | Herman Van Springel                              | Ferdi Van Den Haute                              | Maurice Le Guilloux                              |
| 1982      | Marcel Tinazzi                                   | Maurice Le Guilloux                              | Pascal Poisson                                   |
| 1983      | Gilbert Duclos-Lassalle                          | Etienne Van Der Helst                            | Dominique Sanders                                |
| 1984      | Hubert Linard                                    | Maurice Le Guilloux                              | Pierre Bazzo                                     |
| 1985      | René Martens                                     | Gilbert Duclos-Lassalle                          | Guy Gallopin                                     |
| 1986      | Gilbert Glaus                                    | Guy Gallopin                                     | Bernard Vallet                                   |
| 1987      | Bernard Vallet                                   | Gilbert Duclos-Lassalle                          | Guy Gallopin                                     |
| 1988      | Jean-François Rault                              | Bernard Chesneau                                 | Henri Dorgelo                                    |
| 1983-2013 | No se disputó                                    | No se disputó                                    | No se disputó                                    |
| 2014      | Marc Lagrange                                    | Franck Pencolé                                   | Mickaël Gueguen                                  |